# 鐵路貨車
鐵路貨車，泛指任何可供載貨的鐵路車輛，货车车厢有很多不同的种类，以适应在不同的场合使用。最初出现的货车是普通的棚车，车體就像是箱子一样，左右兩側有可以打开的敞门。

常见的铁路货车类型包括敞车、棚车、平车、罐车、保温车等。